# Município de Mantua (condado de Portage, Ohio)
O município de Mantua (em inglês: Mantua Township) é um município localizado no condado de Portage no estado estadounidense de Ohio. No ano de 2010 tinha uma população de 4.811 habitantes e uma densidade populacional de 69,87 pessoas por km².

## Geografia
O município de Mantua encontra-se localizado nas coordenadas 41° 18′ 44″ N, 81° 14′ 49″ O. Segundo o Departamento do Censo dos Estados Unidos, o município tem uma superfície total de 68.85 km², da qual 67,89 km² correspondem a terra firme e (1,4 %) 0,97 km² é água.

## Demografia
Segundo o censo de 2010, tinha 4.811 habitantes residindo no município de Mantua. A densidade populacional era de 69,87 hab./km². Dos 4.811 habitantes, o município de Mantua estava composto pelo 98,77 % brancos, o 0,29 % eram afroamericanos, o 0,1 % eram amerindios, o 0,25 % eram asiáticos, o 0,15 % eram de outras raças e o 0,44 % eram de uma mistura de raças. Do total da população o 0,77 % eram hispanos ou latinos de qualquer raça.